# Curt Thorsjö

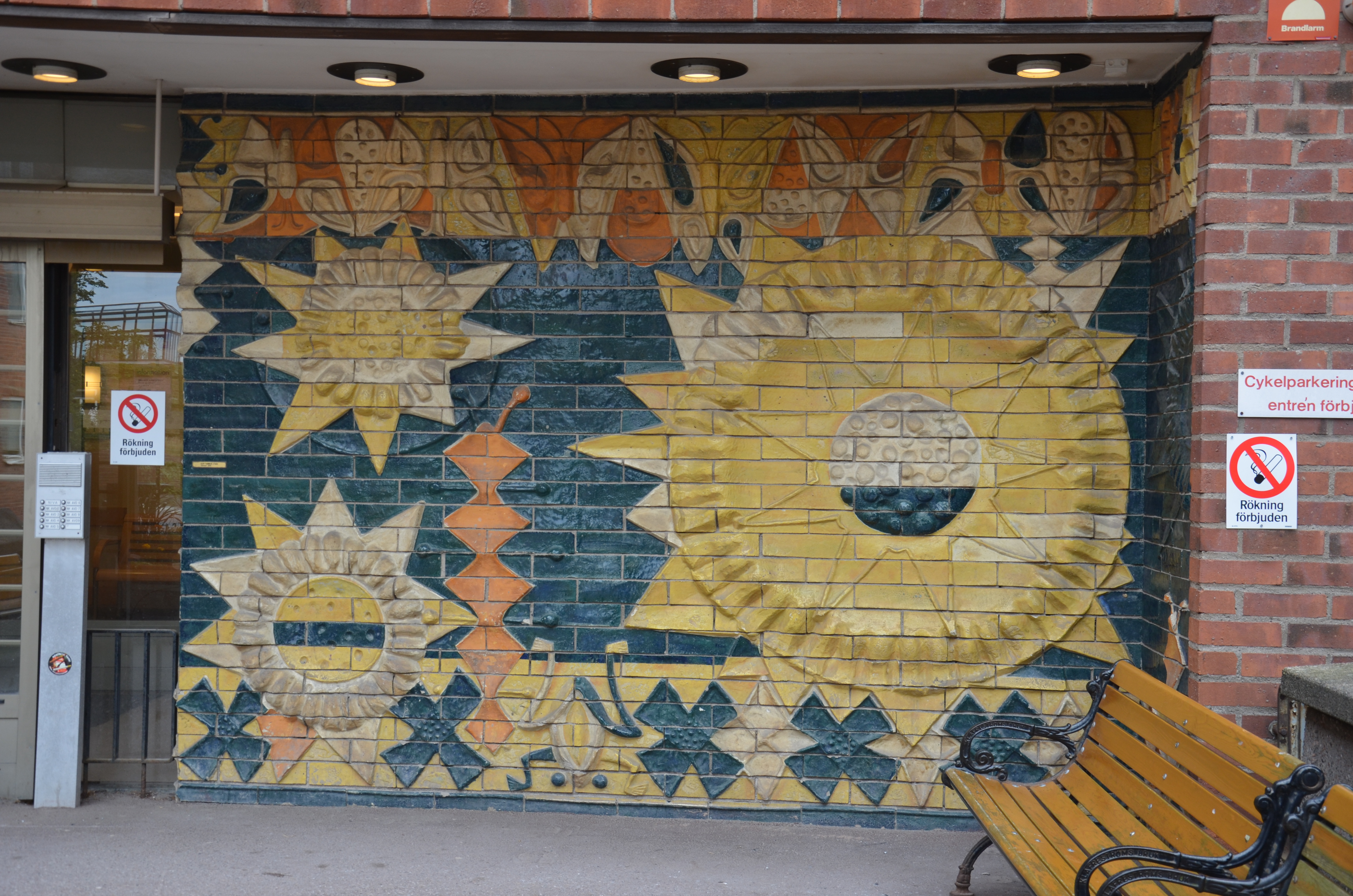
Solrosor, entrén till Neurologimottagningen, hus R1, Karolinska Universitetssjukhuset, Solna.

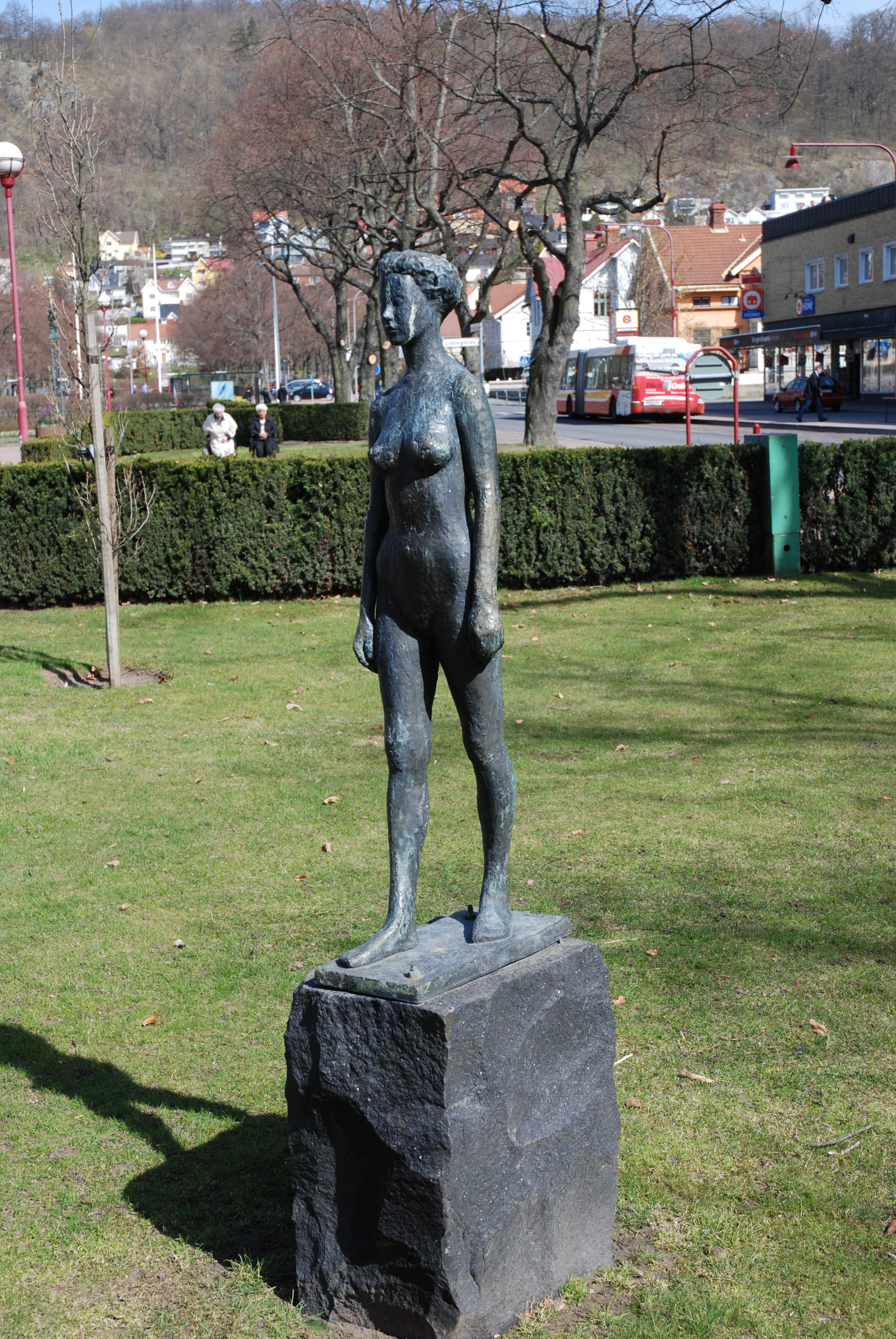
Eva, Esplanaden i Huskvarna.

Curt Hjalmar Thorsjö, född 26 november 1922 i Markaryd i Kronobergs län, död 26 januari 1992, var en svensk skulptör, tecknare och slöjdlärare.

## Biografi
Curt Thorsjö var son till brevbäraren Hjalmar Thorsjö och Adèle Magnusson. Han utbildade sig först till träbildhuggare 1938–1943 och avlade ett gesällprov i Växjö 1942. Därefter studerade han till slöjdlärare vid Nääs innan han fortsatte sina studier vid Högre konstindustriella skolan där han utexaminerades 1949. Han studerade vidare vid Kungliga konsthögskolan 1950–1955 och vid École des Beaux-Arts 1957–1958 samt under studieresor till bland annat Grekland, Turkiet, Italien och Frankrike. Tillsammans med Gustaf Sjöö ställde han ut på Jönköpings läns museum 1964 och han medverkade i utställningen Skulptur i natur som visades på Norrvikens trädgårdar, Sveriges allmänna konstförenings salonger i Stockholm, Liljevalchs Stockholmssalonger och utställningar arrangerade av Smålandskonstnärerna och Smålands konstnärsförbund. Utanför Sverige medverkade han i utställningar på Musée d´Art Moderne i Paris, Musée Galliera i Paris och Salon des Tuileries i Nice. Han tilldelades Svenska slöjdföreningens stipendium 1950, H Ax:son Johnsons stiftelses fond 1854, Kungafonden och Stora konstlotteriets stipendium 1955, Ester Lindahls stipendium 1956–1957 samt E Bergs fond vid Konstakademien 1965. Bland hans offentliga arbeten märks bland annat en polykromerad altartriptyk för Kävsjö kyrka, ett triumfkrucifix för Särna kyrka, ett stort smidesgaller för Svenska Cellulosas huvudkontor, bronsskulpturen Eva på esplanaden i Huskvarna, en portal i stengods vid Karolinska sjukhuset samt skulpturen Continuité i Sundsvall. Vid sidan av sitt eget skapande har han varit verksam som tillförordnad huvudlärare vid Konstfackskolan. Thorsjö är representerad vid Moderna museet, Gripsholm, Växjö lasarett och Jönköpings läns landsting.

## Offentliga verk i urval
- Eva (1959), brons, Esplanaden i Huskvarna och Väderbodarna i Biskopsgården, Göteborg
- Rallaren, Klockartorpsgatan 21 i Västerås
- Gro (1982), brons, Vidängsvägen/Tranebergsvägen 65 i Traneberg i Stockholm
- kvinnofigur, brons, Tröskaregatan 51 i Linköping
- Karin, brons, Ölmestadsskolan i Reftele
- Pomona, brons, Torget i Markaryd
- Madeleine, brons, entréhallen i Västra sjukhuset i Västerås
- kvinnofigurer, brons, i Norsborg i Stockholm (Höders väg, Norsborgs centrum, Tors väg 20 B och Odens väg)
- Jeanette, brons, Karlavägen i Stockholm
- kvinnofigur, brons, Brages väg i Hallunda i Botkyrka
- Madeleine de Poitou, brons, i Årsta i Stockholm
- Karin, brons, 1966, Naturvetarhuset, plan 2, Umeå universitet[5]
- Venus från Rätansbyn, brons, 1975, utanför Sundsvalls lasarett, och i Dalen i Gamla Enskede i Stockholm[6]

## Bildgalleri

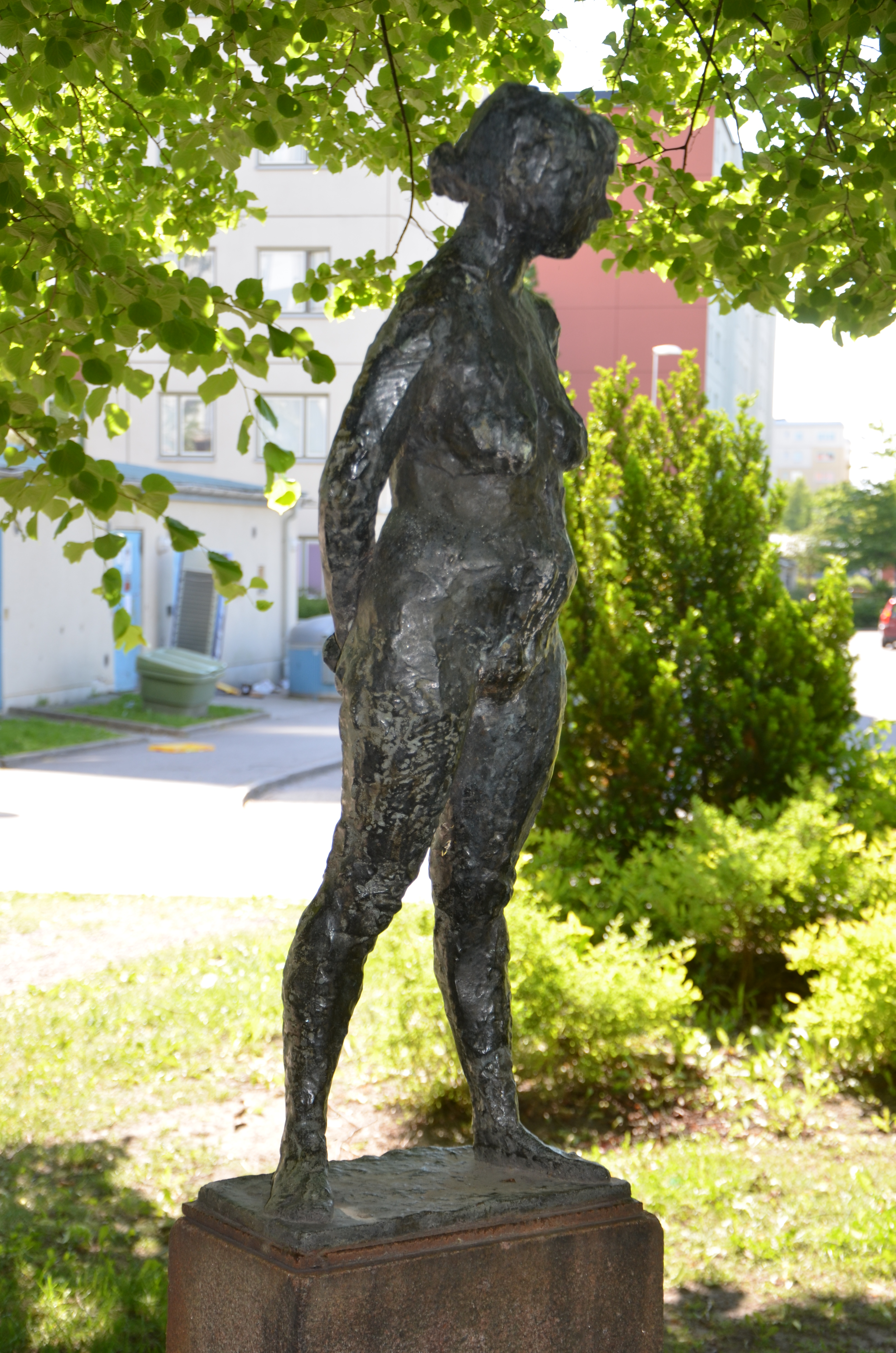
Kvinnofigur, Brages väg i Hallunda i Botkyrka
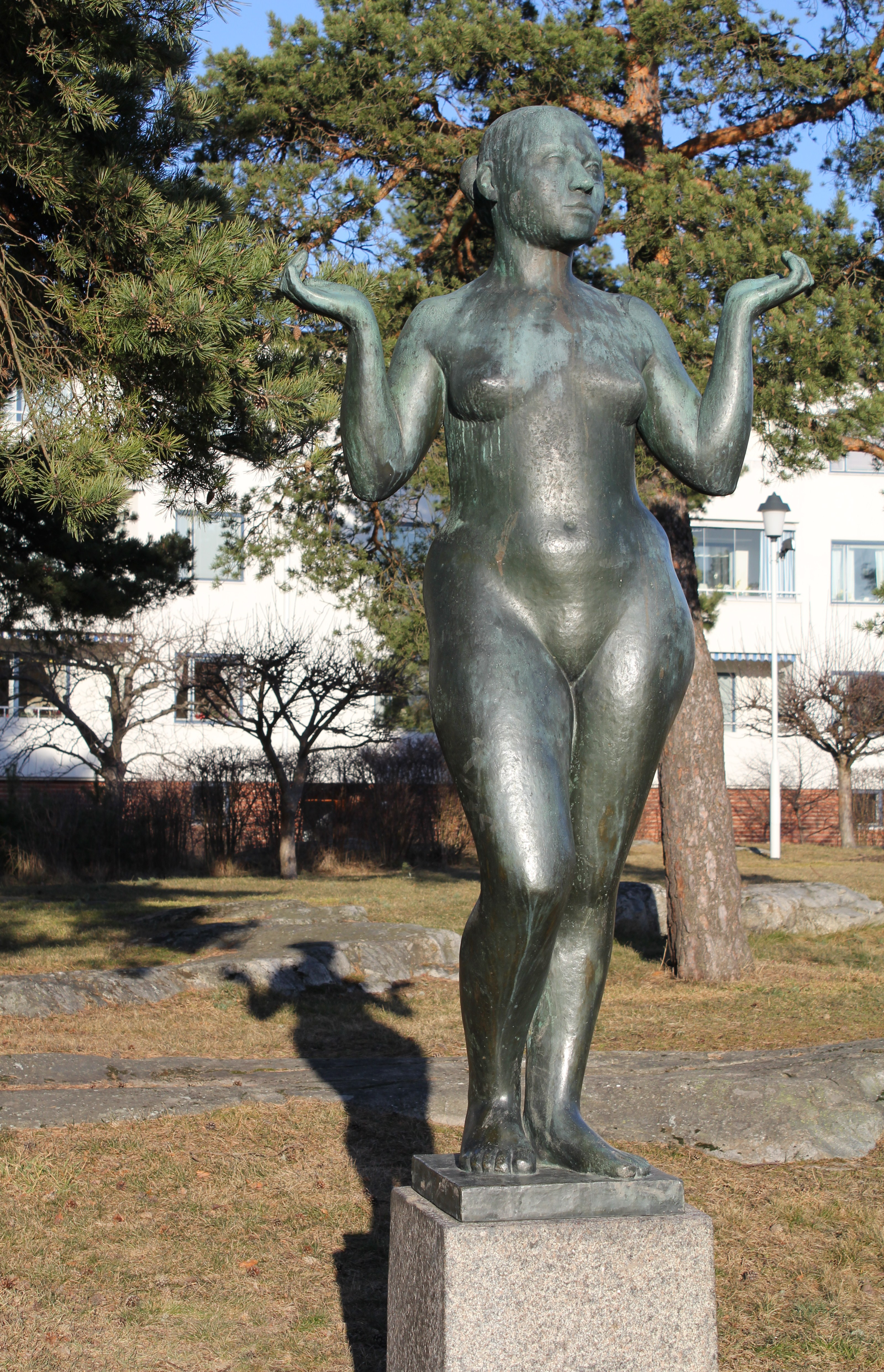
Madeleine de Poitou i Årsta i Stockholm
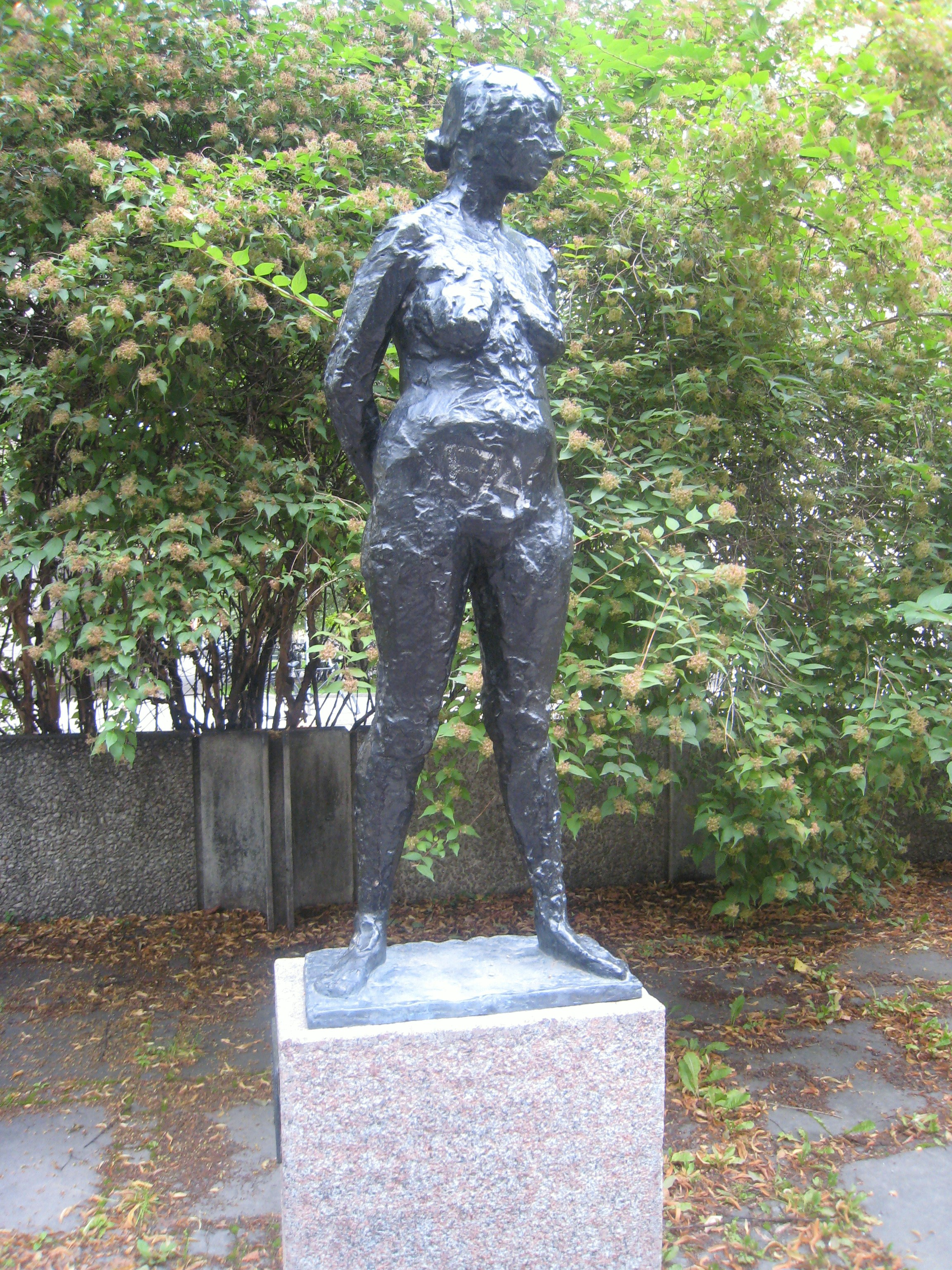
Jeanette på Karlavägen i Stockholm
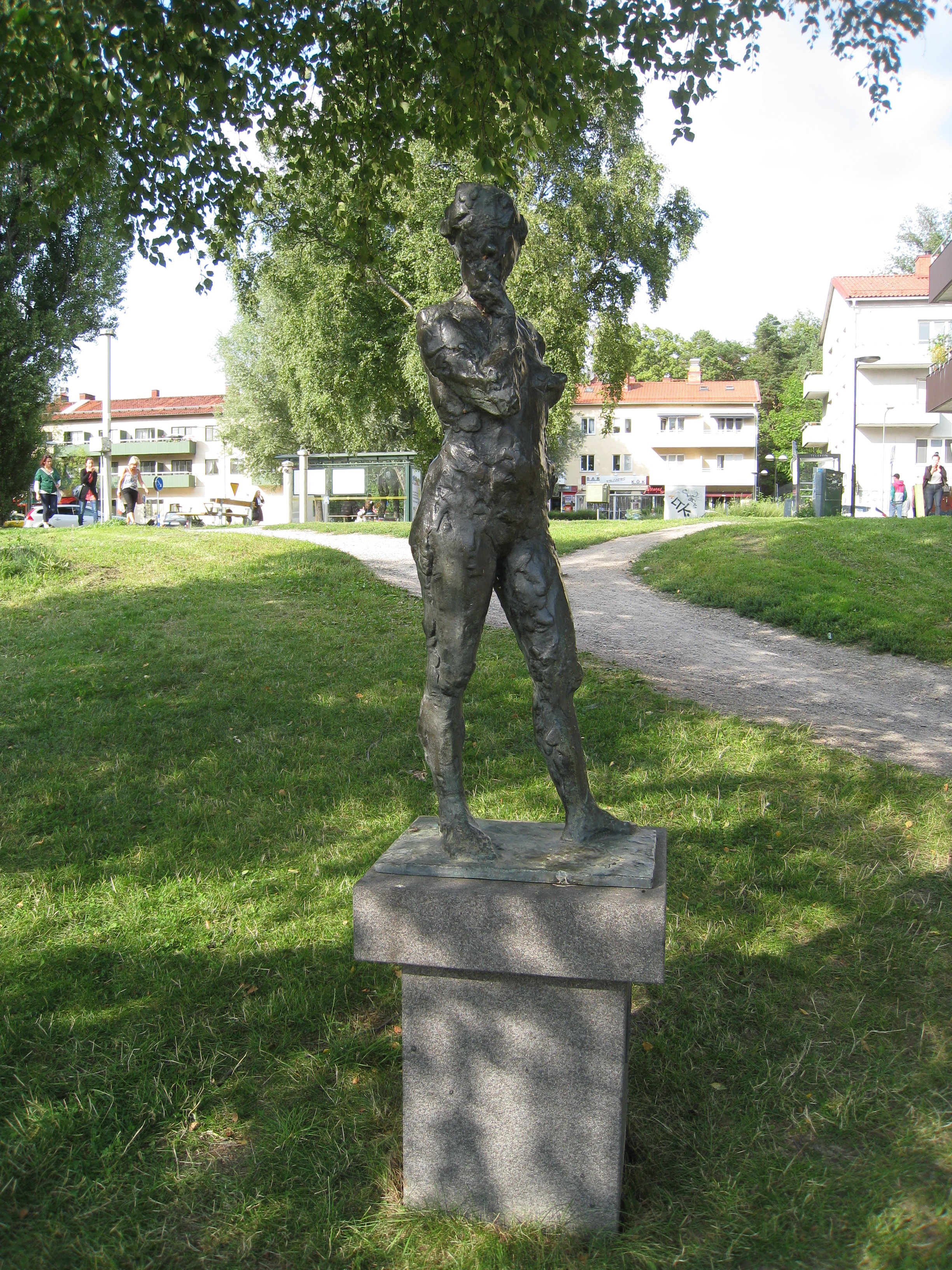
Kvinnofigur "Gro", i Traneberg/Alvik i Bromma
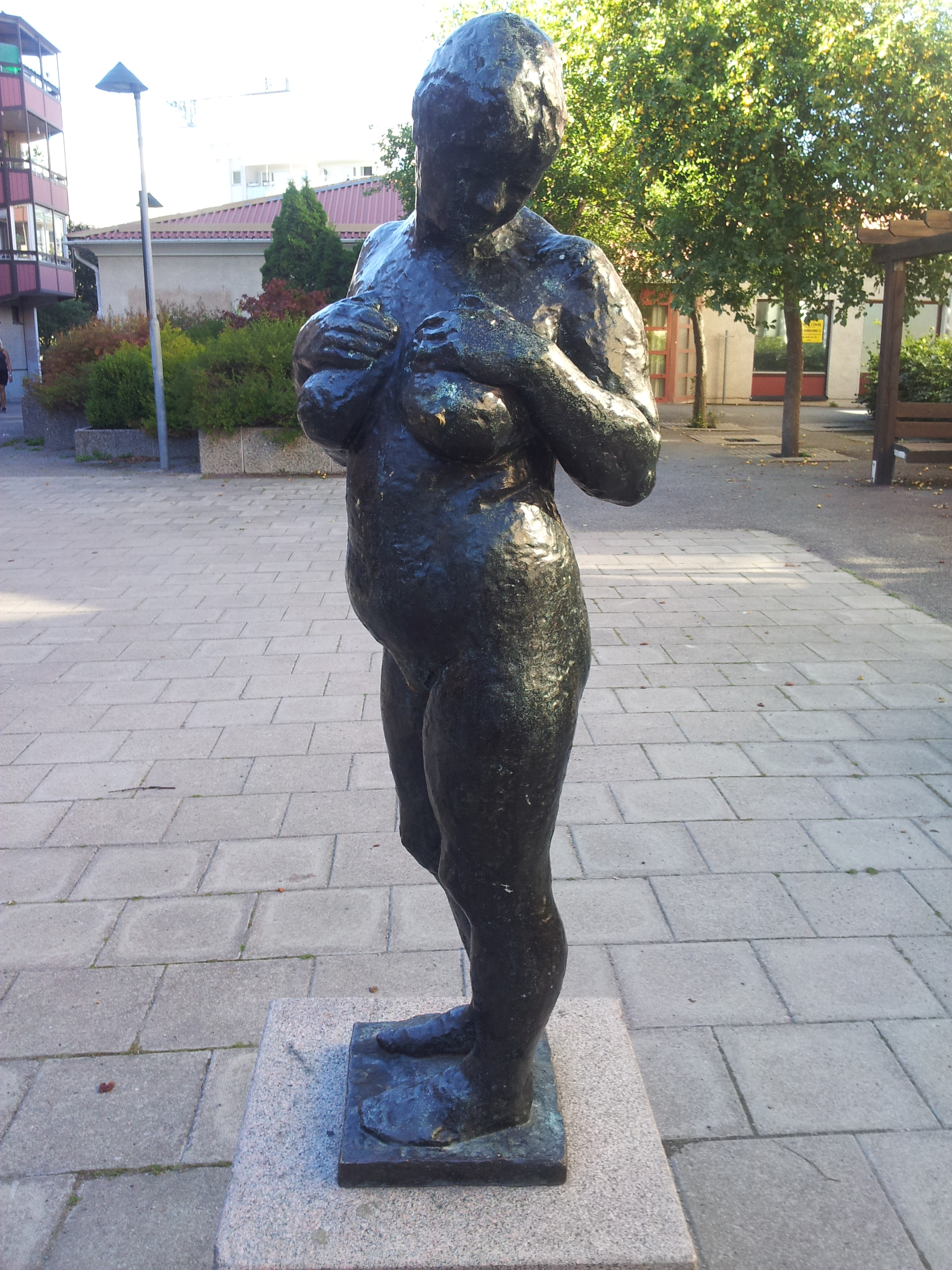
Venus från Rätansbyn, Dalen i Gamla Enskede i Stockholm
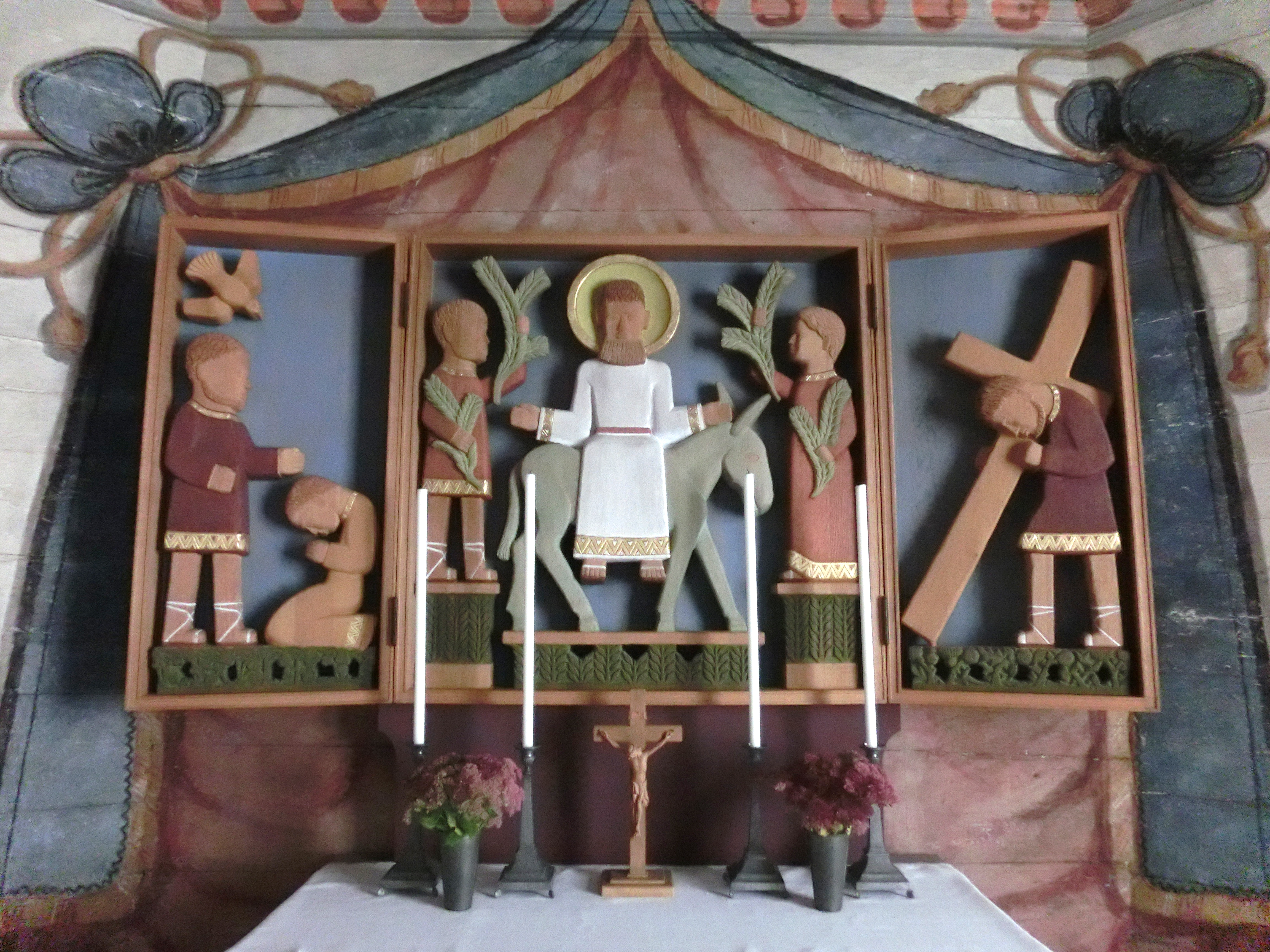
Altarskåpet i Kävsjö kyrka